# Jan Voss
Pour les articles homonymes, voir Voss (homonymie).
 (mai 2016).
Si vous disposez d'ouvrages ou d'articles de référence ou si vous connaissez des sites web de qualité traitant du thème abordé ici, merci de compléter l'article en donnant les références utiles à sa vérifiabilité et en les liant à la section « Notes et références ».
Jan Voss, né le 9 octobre 1936 à Hambourg, est un peintre, aquarelliste, sculpteur, céramiste et graveur allemand vivant en France.

## Biographie
Jan Voss fuit le domicile familial et se retrouve en Turquie en faisant de l'auto-stop. Il y restera six mois. Son père lui envoie un billet de train pour le retour. Il s'inscrit alors à l'académie des beaux-arts de Munich où il étudie de 1956 à 1960. Ce sont les dessins qu'il a rapporté de Turquie qui lui ont permis de se présenter au concours de l'académie.
En 1960, ayant obtenu une bourse pour passer une année à l'étranger, il choisit de venir vivre à Paris. De 1960 à 1972, il expose régulièrement aux côtés d'autres artistes appartenant au groupe de la Figuration narrative. En 1964 il réalise notamment une série de dessins qu'il intitule La Vie parisienne et fait sa première exposition personnelle parisienne à la galerie du Fleuve. 
Installé entre Paris et Berlin, il enseigne de 1966 à 1967 à l'École supérieure des beaux-arts de Hambourg. En 1987, il est nommé professeur à l'École nationale supérieure des beaux-arts de Paris où il enseigne jusqu'en 1992.

## Œuvre

### Peinture
Son œuvre tente de rendre compte d'une réalité quotidienne en inventant de petites histoires dans ses toiles où figurent des animaux, des personnages. Il additionne, superpose des objets usuels, des animaux, des végétaux, des silhouettes d'hommes et de femmes. 
Son travail s'éloigne peu à peu de l'influence de la Figuration narrative. Ses travaux, « tracés à la ligne », sont saturés de signes noirs et de lignes aquarellées. 
À partir des années 1980, il ajoute de nouveaux matériaux dans ses œuvres et réalise de petites sculptures (totems, empilements de cubes…).

### Gravure
Jan Voss est également graveur et a notamment travaillé sur la lithographie et la xylographie.

## Publication
- À la couleur, Mercure de France, 2006

### Livres d'artiste
- Jan Voss et Jean Maison, Un pas devant l'autre, ouvrage de 44 pages, tirage numéroté de 1 à 45, signé par l'artiste et l'auteur, enrichi d'une gravure sur bois et d'un dessin original de Jan Voss, Galerie Virgile Legrand.

## Expositions
- 1964
  - Galerie du Fleuve, Paris
- 1978
  - Exposition au musée d'Art moderne de la Ville de Paris: À portée de vue
- 1981
  - Galerie Maeght, Paris
- 1982
  - Galerie Convergence, Nantes
- 1983
  - Galerie Maeght, Paris
- 1985
  - Galerie Maeght, Paris
- 1989
  - Musée de Bourg-en-Bresse
- 1992
  - Galerie Lelong, Paris
- 2000
  - Yamane Gallery, Tokyo
  - Galerie Lelong, Paris
  - Galerie Proarta, Zurich
  - Banque générale du Luxembourg, Luxembourg
  - Galerie Kusseneers, Lier
  - CAR. Centre d'Animation et de Rencontres de Montceau-les-Mines
- 2001
  - Musée de l'Ancien Hospice Saint-Roch, Issoudun
  - GAD,Annonay
  - IUFM,Angoulême
  - Galerie Léa Gredt, Luxembourg
  - Manus presse, Stuttgart
- 2002
  - Musée des Beaux Arts, Dunkerque
  - Musée Sainte-Croix, Poitiers
  - Galerie Boisserée, Cologne
  - Stadtgalerie Villa Zander, Bergisch Gladbach
  - Galerie Fernando Santos, Porto
  - Chiado 8, lisbonne
  - Städtisches Kunstmuseum, Spendhaus Reutlingen
- 2003
  - Musée des beaux-arts, Chambéry
  - Galerie Lelong, Paris
  - Galerie Ratton, Lisbonne
  - Galerie Lelong, Paris
  - Galerie Rolf Ohse, Brême
- 2004
  - Galerie Lelong, Zurich
  - Galerie Lea Gredt, Luxembourg
- 2005
  - Galerie Boisserée, Cologne
  - Galerie Nothelfer, Berlin
- 2006
  - Galerie Dirimart, Istanbul
  - Galerie Forsblom, Helsinki
  - Galerie Höltje, Tübingen
  - Galerie Academia Salzbourg
- 2008
  - Musée de Sens: rétrospective
  - Galerie Confluences, Lyon
  - Grand Palais, Paris : Figuration narrative -Paris 1960-1972
  - Centre régional d'art contemporain, Montbéliard
  - Galerie Boisserée, Cologne
  - Galerie Sonia Zannettacci, Geneve
  - Galerie Lelong, Paris
- 2009
  - Galerie Nothelfer, Berlin
  - Galerie Rolf Ohse, Brême
  - Galerie Proarta, Zurich
  - Galerie Balthazar, Bruxelles
- 2010
  - Hôtel des Arts, Toulon: rétrospective
  - Muséede Louviers, Louviers : Sans papier
- 2011
  - Musée de Vendôme, Vendôme: rétrospective
  - Galerie Lelong, Paris
- 2012
  - Galerie Sonia Zannettacci, Geneve
- 2015
  - Grande Halle de l'espace Encan, la Rochelle
  - Chapelle Saint Sauveur, Saint-Malo
  - Centre d'arts plastiques, Royan: œuvres récentes[3]
  - Musée d'art et d'histoire, Narbonne: Voss Libri
  - Galerie Lelong, Paris
- 2016
  - Galerie Lelong, Paris, France
- 2018
  - Galerie Lelong & Co., Paris, France
  - Maison des Arts de Chatillon, Chatillon, France
- 2019
  - Le Carmel, Tarbes, France
- 2020
  - Musée Quesnel-Morinière, Coutances, France
- 2021
  - Galerie Lelong & Co., Paris, France

### Salons
- Salons de la Figuration narrative de 1964 à 1972

## Collections publiques
- Landesmuseum, Schleswig-Holstein, Hanovre : Dialogue de sourds
- Musée national d'Art moderne Centre Georges-Pompidou
- Fonds régional d'art contemporain d'Auvergne
- Fonds régional d'art contemporain de Poitou-Charentes
- Fonds national d'art contemporain de Paris
- Musée d'art moderne de la ville de Paris
- Musée Cantini, Marseille
- Musée des beaux-arts d'Angers
- Musée de Louviers
- Neue Galerie deer Stadt Linz
- Kunsthalle, Kiel
- Sprengel Museum, Hanovre
- Städtische Galerie im Lenbachhaus Munich
- Sammlung Ludwig, Aix-la-Chapelle
- Musée des beaux-arts de Dunkerque
- Musée d'art de Toulon
- Musée des beaux-arts de Calais
- Moderna Museet, Stockholm
- Städtische Galerie Villa Zanders, Bergisch Gladbach
- Banque générale du Luxembourg, Luxembourg
- Raiffeisen Bank Linz
- Museum Würth (de), Künzelsau
- Museum hedendaagse Kunst, Utrecht
- Seibu Saison Museum, Karuizawa
- Musée d'art Ōhara, Kurashiki
- Toyama Museum of Modern Art Toyama

### Articles
- Dominique Widemann, « Jan Voss, des Jeux et des Enjeux », L'Humanité, Paris, 19 août 2002
- Lydia Harambour, « Jan Voss », La Gazette de l'Hôtel Drouot, n° 33 du 20 septembre 2002 et n° 44 du 21 décembre 2003
- Julia Cserba, « Entretiens », Balkans n° 2003/10, Budapest
- Noël Bernard, « Entretiens », Fleuve numéro spécial, sept.-oct., Rouen 1984
- « Jan Voss », entretiens dans le journal Weekend, Lisbonne 8 février 2008
- Rainer. B. Schlossig, « Heitere Meisterwerke », Kontakt, n° 260, jeudi 5 novembre 2009
- Franz-Xavier Schlegel, kusttermine - Der Ausstellunganzeiger - Allemagne, Autriche, Suisse- 4. 2009
- Claude Lorent, « Les évasions des signes », L'Actu/Expo en vue 4-11 décembre 2009, Bruxelles